# C効率性
C効率性（Cこうりつせい、英語: C-efficiency）とは、 すべての国内消費が（付加価値税または消費税が）標準税率で課税された場合に得られる理念的な税収に対する実際の税収の比率。    
国家間の付加価値税の効率性の比較に用いられる。C効率性の値は、軽減税率、ゼロ税率や非課税品目があるほど低くなる。

## 国家間の比較
2008年時点のC効率性は、主要国で最低はメキシコの30.4%、最高は単一税率であるニュージーランドの 96.4%である。そして、EU主要国の数値はだいたい50%前後である。当時消費税5%の単一税率だった日本は65.3%であった。理由として、非課税品目が比較的少ないこと、軽減税率やゼロ税率がないことによるものである。
2010年時点でEU諸国の消費税の標準税率は15%から25%と 高い一方で、C効率性はとても低い数値である。ドイツのC効率性は54%、フランス51%、イギリス49%である。逆に、単一税率5%の日本は72、税率12.5％の単一税率のニュージーランドはほぼ100%である。ニュージーランドの消費税は、単一税率であるだけでなく、非課税品目も少ない。

## 評価
東海大学法学部教授の西山由美は、英独仏の消費税制度を批判し、「効率的な消費税の鍵」 をニュージーランドの消費税制度のような「単一税率・広い課税ベース」にあると指摘している。